# Trwały nośnik
Trwały nośnik (ang. durable media) – materiał lub urządzenie umożliwiające przechowywanie informacji przez czas niezbędny, wynikający z charakteru oraz celu ich sporządzenia lub przekazania – przechowywanie zawartych na nim informacji w sposób uniemożliwiający ich zmianę lub pozwalający na odtworzenie informacji w wersji i formie, w jakiej zostały sporządzone lub przekazane.

## Trwały nośnik w praktyce
W celu spełnienia definicji trwały nośnik informacji musi spełniać więc 3 kryteria: trwałości, dostępności i integralności.

### Zaliczane do trwałych nośników
- papier z wydrukiem komputerowym, jeśli cechy jakościowe papieru i tuszu pozwolą na odczytanie zawartości wydruku do końca okresu wymaganego do przechowywania danych[2],
- dyski optyczne (CD-ROM-y) oraz inne nośniki komputerowe, które umożliwiają jednokrotne zapisanie danych i wielokrotne ich odczytywanie (np. mikrofilmy)[2],
- dokumenty podpisane elektronicznie z wykorzystaniem kwalifikowanego podpisu cyfrowego, który zapewnia:
  - autentyczność pochodzenia, dającą pewność co do autorstwa dokumentu,
  - niezaprzeczalność, utrudniającą wyparcie się autorstwa lub znajomości treści dokumentu,
  - integralność, pozwalającą wykryć nieautoryzowane modyfikacje dokumentu po jego podpisaniu,
- macierze WORM(inne języki)[3],
- dokumenty wysyłane w formie PDF[3]
- usługa Krajowej Izby Rozliczeniowej oparta na sieci blockchain oraz macierzach WORM[4][5]
- usługa S3DOC firmy BCHAIN PARTNER oparta na platformie blockchain przechowującej treść dokumentów „on chain”[3]

### Niezaliczane do trwałych nośników
- poczta elektroniczna – nie jest nośnikiem informacji, o którym mowa w ww. definicji, jednakże np. w uzasadnieniu projektu ustawy o prawach konsumenta jest komentarz mówiący o tym, że przy komunikowaniu się poprzez pocztę elektroniczną przekazywane informacje mogą być utrwalane na trwałych nośnikach, np. na serwerze spełniającym wymogi trwałości nośnika danych
- strona internetowa[2]

## Ustawodawstwo
Pojęcie trwałego nośnika zostało zdefiniowane m.in. w następujących polskich aktach prawnych:
- ustawa z 20 maja 2021 r. o ochronie praw nabywcy lokalu mieszkalnego lub domu jednorodzinnego oraz o Deweloperskim Funduszu Gwarancyjnym (tzw. „ustawa deweloperska”)[6],
- ustawa z 12 maja 2011 r. o kredycie konsumenckim[7],
- ustawa z 19 sierpnia 2011 r. o usługach płatniczych[8],
- rozporządzenie Ministra Finansów z dnia 20 listopada 2009 r. w sprawie trybu i warunków postępowania firm inwestycyjnych, banków, o których mowa w art. 70 ust. 2 ustawy o obrocie instrumentami finansowymi, oraz banków powierniczych (uchylone w 2012 r.),
- ustawa z 30 maja 2014 r. o prawach konsumenta (wejście w życie 25 grudnia 2014 r.)[9],

oraz w prawie Unii Europejskiej:
- dyrektywa MiFID – Dyrektywa Parlamentu Europejskiego i Rady Europy 2004/39/WE z 21 kwietnia 2004 r. w sprawie rynków instrumentów finansowych (skrót od ang. Markets In Financial Instruments Directive),
- dyrektywa PSD – Dyrektywa Parlamentu Europejskiego i Rady Europy 2007/64/WE z 13 listopada 2007 r. w sprawie usług płatniczych w ramach rynku wewnętrznego (skrót od ang. Payment Services Directive),
- pojęcie trwałego nośnika informacji znajduje potwierdzenie w orzecznictwie Trybunału Sprawiedliwości UE (np. wyrok z 27 stycznia 2010 r. 2010/C 305/09).